# Abapó
Abapó är en ort i Bolivia.   Den ligger i departementet Santa Cruz, i den centrala delen av landet, 200 kilometer öster om huvudstaden Sucre. Abapó ligger 468 meter över havet och antalet invånare är 2 419.
Terrängen runt Abapó är platt åt sydost, men åt nordväst är den kuperad. Trakten runt Abapó är nära nog obefolkad, med mindre än två invånare per kvadratkilometer.. Abapó är det största samhället i trakten.
I omgivningarna runt Abapó växer i huvudsak lövfällande lövskog.